# 牛磺酸
牛磺酸（英語：taurine）或称2-胺基乙磺酸，是带有胺基的磺酸，是一種廣泛分佈於哺乳動物、鳥類、魚類及水昇無脊椎動物組織中的有機酸。牛磺酸常以游離態分布於組織中，被認為是動物體內最豐富的游離胺基酸。
它是膽汁的组分——膽汁酸的组成成分之一，並且可以在大腸中發現，最多佔總人體重量的0.1%。牛磺酸天然存在於海鮮和肉類中。雜食飲食平均每日攝入量被確定為58毫克（9～372毫克）左右，而嚴格的純素主義中則低到可忽略。是身體所需營養成分之一，被指對嬰兒腦部及眼部發展有良好影響，而被添加到许多嬰兒配方奶粉的成份中。
“牛磺酸”是因為發現者弗里德里希·蒂德曼（Friedrich Tiedemann）和利奥波德·格梅林最先從牛的膽汁中提取出來而得名。

## 結構
牛磺酸是半胱胺酸（胺基酸，其中包含一個巰基）的衍生物。牛磺酸是為數不多的知名天然磺酸之一。在嚴格的意義上來說，因為它缺乏一個羧基，它不是一種胺基酸。但它確實含有磺酸基可被稱為胺基磺酸，在科學文獻中它也通常被稱為胺基酸中一員。
小的多肽已確定其含有牛磺酸，但迄今為止沒有氨酰轉運核糖核酸合成酶已被確定，作為特異性識別牛磺酸，並能夠將它納入的轉運核糖核酸。

## 作用
牛磺酸參與生物體內許多生理功能，如膽鹽合成、調節細胞深透壓及維持細胞膜穩定等。其在維持腦部運作及發展方面都扮演著重要的角色。牛磺酸能加速神經元的增生以及延長的作用。同時亦有利於細胞在腦內移動及增長神經軸突。另外在維持細胞膜的電位平衡方面，牛磺酸亦同樣重要。因為它能幫助電解質如鉀、鈉、鈣及鎂質進出細胞，從而加強腦部的機能。
由於牛磺酸有抑制神經的作用，所以它亦有抗痙攣及減少焦慮的特點。在腦中，如果麩胺酸在高濃度的情況下，神經元便會因過度刺激而導致死亡。而牛磺酸則可助降低腦內麩胺酸的濃度，因而對腦部起了保護的作用。除此之外，由於牛磺酸同時具有抗氧化的特點，故此它亦能保護腦部免受氧化物的傷害。
雖然迄今為止，仍未有任何因服食又或者過量進食牛磺酸而導致任何不良反應，但任何人士如果對牛磺酸有過敏反應的話，則不建議服用，以免引起不適。另外，患有心力衰竭的病人亦必須遵照醫生的建議，特別留意牛磺酸的服用劑量。
1966年研究發現每天攝取2克牛磺酸對乾癬有維持和可能誘發的某些作用。也需要考慮從飲料吸收牛磺酸可能比從食物更迅速。
目前在世界各地流行的功能性饮料亦主要以补充牛磺酸为主，例如泰國/奧地利的红牛以及美國的魔爪飲料、日本的力保美達、台灣的馬力夯、蠻牛、康貝特、中國的東鵬特飲等。